# Добрета
Добрета (лат. Daurentius, греч. Δαυρέντιος), он же Даврит (лат. Dauritas, греч. Δαυρίτας) или Даврентий (греч. Δαυρέντιος) — вождь и полководец племени склавинов во второй половине VI века.

## Биография
Добрета возглавлял племена склавинов, живших на Нижнем Дунае и на территории бывшей римской провинции Паннония около 570 года. Его имя в греческих источниках выступает как Даврит (греч. Δαυρίτας). Власть князя на подчиненные племена была ограничена советом «военачальников». Склавины и анты на тот момент находились под давлением аваров.
Византийский историк Менандр Протектор писал, что аварский каган Баян послал посольство, требуя от Добреты и его славян принять сюзеренитет Аварского каганата и уплатить ему дань, зная, что славяне накопили огромные богатства после неоднократных нападений на византийские провинции на Балканах. Добрета ответил: «Родился ли на свете … человек, который бы подчинил себе нашу силу? Не другие нашей землёй, а мы чужой привыкли обладать…».
Около 578 года Баян организовал военную кампанию против склавинов. Число аваров, как указано в греческих летописях, было 100 000. Они пересекли Дунай и вторглись на территорию Византийской империи. Император Тиберий II заключил союз с аварами и направил их против склавинов. После этого каган Баян вступил с большим войском на территорию славинов в Дакии.